# 金は天下の回りもの
金は天下の回りもの（かねはてんかのまわりもの）は、江戸時代の日本からのことわざ。

## 概要
金というものは常に人の間を巡っているものであるため、今は金を持っていない人のところへもそのうち巡ってくるということを意味する。この言葉には、自分自身が今は金を持っていなくても、そのうち自分のところへも金がめぐってくるために悲観しなくてもいいという意味も含まれている。この言葉の使われ方としては、世の中というのは浮き沈みが激しいため、今金持ちが金を手にしていようとも、それは永遠ではないという形がある。ここから転じて金を持ってけちけちしていても意味が無いや、持っている金をぱっと使ってしまえという形で用いられている。

## 歴史
この言葉の初出は、1865年の歌舞伎の作品である『上総綿小紋単地』である。そこでは金は天下の回りものと述べられたことに続いて、金が秋に散ろうとも花が咲く春に再び廻り逢うものであるとされている。
1688年の浮世草子の『日本永代蔵』という作品にもこの言葉と同じことを意味することが述べられている。そこでは金銀というのは回りものであるために、念力に任せることで溜めることができるようなものではないとされている。